# Hexperos
Hexperos è un progetto musicale italiano fondato nel 2004 e composto da Alessandra Santovito (soprano, flauto traverso, traversa medievale, whistles, hammer dulcimer, tastiere, lira greca, arpa medievale e percussioni 
) e Francesco Forgione (contrabbasso, violoncello, arpa bardica, viola da gamba, bouzouki, hammer dulcimer, percussioni e tastiere). Nei vari album, si avvalgono della collaborazione di musicisti di talento come i violinisti Domenico Mancini ed Alessandro Pensa, il percussionisti Francesco Savoretti e Marco Molino, Paolo Di Nicola alla uilleann pipes, Simone Ranieri alla chitarra acustica, il coro di voci bianche Stella Maris, il fagottista Manuel Manzitti, il tiorbista Michele Cinquina, le arpiste Francesca Romana Di Nicola, Valentina Locci e Lucia Antonacci. Nei loro album sono spesso
presenti strumenti antichi come la traversa medievale, l'hammer dulcimer, appalachian dulcimer
suonati da Alessandra e Francesco.
Il nome Hexperos proviene da Esperidi, figure della mitologia greca che, secondo le leggende, custodivano il giardino dei pomi d'oro di Era e cantavano con voce melodiosa, e da Hesperos,stella vespertina, preferita da Venere, la dea dell'amore.

## Storia del gruppo
Con il singolo The Warm Whisper of the Wind, nasce ufficialmente il gruppo nel 2004, dopo lo
scioglimento dei Gothica, precedente band di Alessandra prodotta dall'etichetta svedese C.M.I.
I Gothica con il loro sound oscuro, riscossero un grandissimo successo tra i fruitori del genere,
soprattutto negli anni '90 e nei primi anni del 2000, per questo progetto Alessandra ha scritto musiche e testi in entrambi gli
album pubblicati: Night Thoughts e The Cliff of Suicide.
Il loro primo singolo viene pubblicato sempre dalla C.M.I. ed appare all'interno della compilation
Flower made of Snow. Nel frattempo firmano un contratto con l'etichetta discografica indipendente
portoghese Equilibrium Music e nel 2007 viene pubblicato il primo album dal titolo The Garden of the Hesperides.
Il secondo album The Veil of Queen Mab viene pubblicato nel settembre 2010.
Gli album presentano caratteristiche diverse, più minimalista il primo, molto più giocato su
arrangiamenti ricchi ed orchestrali il secondo. Entrambi ricevono notevole successo di critica e
pubblico, ma il secondo viene giudicato più maturo.
L'ultimo album intitolato Lost in the Great Sea riflette il nuovo sound degli Hexperos, maggiormente intriso di sonorità celtiche, e soprattutto il legame con le epoche passate, con l'arte Pre- Raffaellita Dante Gabriel Rossetti Christina Rossetti ed esprime il grande impatto delle donne nel mondo dell'arte ed i loro viaggi immaginari.

## Genere
Non è semplice assegnare un genere definito alla loro musica, sicuramente nelle composizioni
degli Hexperos percepiamo varie influenze, sonorità celtiche, etniche, barocche, medievali e altre
suggestioni di ampio respiro che richiamano, tra l'altro, opere di compositori di colonne sonore
quali James Newton Howard, Hans Zimmer, James Horner, Philip Glass.

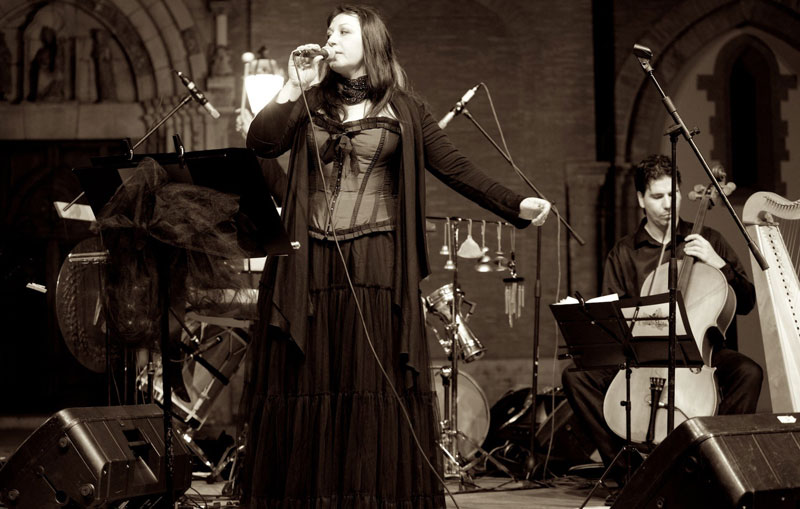
Gli Hexperos in concerto

La maggior parte dei testi sono scritti da Alessandra Santovito così come le musiche che sono quasi nella totalità
originali. Queste ultime sono composte da Alessandra e Francesco Forgione che ne cura gli arrangiamenti e le registrazioni, ma capita di imbattersi in qualche cover dei brani
preferiti dal duo come l'Ave Maria di Giulio Caccini, A Time for us di Nino Rota, Le Siete Canciones
Populares Españolas di Manuel de Falla.
Soprattutto capita che vengano scelte alcune pagine, fra le più belle della nostra letteratura, per
essere trasposte in musica.
La loro musica è strettamente legata all'arte e soprattutto alla letterature, tant'è verro che nei testi
vengono citati o adoperati versi di Apuleio, Shakespeare, Alda Merini, D.H. Lawrence, Rubén Darío.
Grazie alle loro atmosfere ricercate, a volte oscure, altre volte sognanti, i brani degli Hexperos sono
stati spesso adoperati come colonne sonore per corto metraggi.
Più in generale gli Hexperos possono essere ascritti ai filoni heavenly voices, Neofolk, Ethereal wave,
Darkwave e soprattutto Neoclassical.
Gli Hexperos hanno all'attivo vari concerti in Italia e all'estero alcuni dei quali in sedi prestigiose come il concerto del 6 ottobre 2012 tenutosi presso I Mercati di Traiano – Museo dei Fori Imperiali a Roma all'interno dell'importante manifestazione La Notte dei Musei; la 23ᵃ edizione del Wave Gotik Treffen tenutosi a Lipsia nel Giugno del 2014; l'Elfia Fantasy Festival di Arcen in Olanda del 2015 con quattro performance. la 26ᵃ  edizione del  Wave Gotik Treffen nel 2017 con due performance al Pagan Village Heidnisches Dorf e allo Schauspielhaus theatre ecc..

## Discografia
- 2007, Hexperos - The Garden of the Hesperides (EQM)
- 2010, Hexperos - The Veil of Queen Mab (EQM)
- 2014, Hexperos - Lost in the Great Sea - In the Morning Side Records
- 2014, Hexperos - Autumnus – Ep - In the Morning Side Records
- 2017, Hexperos - The Garden of the Hesperides - new edition + singles - In the Morning Side Records
- 2021, Hexperos - I Will Carry On - In the Morning Side Records

### Progetti precedenti
- 2000, Gothica – Night Thoughts (C.M.I.)
- 2003, Gothica - The Cliff of Suicide (C.M.I.)

### Raccolte
- 2004, Flowers made of Snow (C.M.I)
- 2008, Nikolaevka (Palace of Worms)
- 2008, In the dark room vol. 1 (Darkroom Production)
- 2010, Cantus 1: Mediaeval Pagan Folk (Lichtbringer)
- 2011, Berceuses des Fées et petites Sorcières (Prikosnovénie)
- 2012, Graines de Berceuses (Prikosnovénie)
- 2014, Progressivamente Story 1970 - 2014 2CD (Sony Music)

## Collaborazioni ed altri progetti
- 2005, Respiri – Corde Oblique (Ark records)
- 2009, Ősforrás - The Moon and the Night Spirit (EQM)
- 2009, The stones of Naples Corde Oblique (Prikosnovénie)
- 2014, Stella Nova - Cammini Medievali (In the Morning Side Records)

## Recensioni ed interviste
- Ritual n° 46 Anno XI dicembre/gennaio 2011 pag. 94-95
- Rock Hard n° 65 Anno VII aprile 2008 pag. 44 e 45
- Inferno Rock n° 03 Anno II febbraio/marzo 2011 pag. 49
- SpazioRock e l'eminente Fae Nation (web magazines):
  -  Recensione su SpazioRock, su spaziorock.it. URL consultato il 16 marzo 2012 (archiviato dall'url originale il 4 marzo 2016).
  -  Intervista su SpazioRock, su spaziorock.it. URL consultato il 16 marzo 2012 (archiviato dall'url originale il 24 marzo 2012).
- (EN) Fae Nation, su faenation.com.
- Recensione su Zonalocale.it, su zonalocale.it.